# Debreczeni Éva
Debreczeni Éva (írói álneve: Venczerédi Bea) (Szatmárnémeti, 1957. október 20. – Szatmárnémeti, 2011. június 7.) erdélyi újságíró, szerkesztő, író.

## Életpályája
Temesváron műépítészet-architektúra szakon végzett 1980-ban. 1980–1990 között a szatmárnémeti lakáshivatal irodai alkalmazottja. 1990-ben Nagyváradon újságíró tanfolyamot végzett. 1990–2005 között a Szatmári Friss Újság újságírója, tördelő- és olvasószerkesztője, 2005-ben a Gutinmelléki Friss Újság tördelő- és olvasószerkesztője, majd 2005-től haláláig a Szatmári Magyar Hírlap olvasószerkesztője. A stockholmi Káfé Főnix online irodalmi és fotóművészeti lap szerkesztője volt. Évekig szerkesztette a Szatmári Friss Újság évkönyveit.

## Munkássága
Újságírói munkája mellett verseket, regényeket írt.

### Könyvei
- Diákok és tanárok aranymondásai 1947-1988; gyűjt. Ligeti László Zoltán, szerk. Debreczeni Éva; Szatmárnémeti Kölcsey Ferenc Véndiákszövetség, Szatmárnémeti, 2003
- Nevess a temetésemen, regény, Kolozsvár, 2004 (Venczerédi Bea álnéven)
- Vakondsirály, válogatott írások, Szatmárnémeti, 2007
- A boldogtalan tollhercegnő, versek, 2010 MEK
- Azt írja az újság... Eseménynaptár, 1989-1999; szerk. Muhi Sándor, Debreczeni Éva; Identitas, Szatmárnémeti, 2000